# Sculdascio
Lo sculdascio (in longobardo skuldheis, schultheiss, o schulze, "comandante ai debiti" che ha dato origine anche allo scoltetto) era un magistrato del regno o di un ducato longobardo. Il termine deriva dall'antico germanico Skuld ("debito") e heyssen ("imporre").

## Caratteristiche
Sembrerebbe che almeno inizialmente si trattasse quindi di un magistrato (Iudex aut sculdahis è una formula molto frequente) che si occupava di cause civili, soprattutto relative alla stipula e ai contenziosi sui debiti. Le Leges langobardorum lo citano (tit.100) in questa capacità:
Più tardi, nelle Leges Liutprandi Regis tit. 20, la funzione sembra in certo qual modo più ampia:
Liutprando, nella sua opera di riordino amministrativo del regno, affidò allo sculdascio l'amministrazione della giustizia nei villaggi, sorta di magistrato itinerante comunque sottoposto agli iudices, i funzionari di grado superiore (duchi e gastaldi). Le funzioni dello sculdascio non sembrano essere state limitate all'ambito giudiziario; a giudicare dalla spiegazione che Paolo Diacono offre per il termine, centenarius, termine che identifica un funzionario militare nella gerarchia bizantina, si può inferire che oltre alle funzioni di giudice civile lo sculdascio avesse anche un rango militare (contiguità frequente all'epoca) e operasse da una sede fissa in ambito locale; quest'ultima caratteristica si riflette nella toponomastica, con numerosi toponimi (come Scodosia e Scaldasole).